# Zawiercie
Zawiercie is een stad in het Poolse woiwodschap Silezië, gelegen in de powiat Zawierciański. De oppervlakte bedraagt 85,24 km², het inwonertal 53.359 (2005).
Op 04 maart 2012 vond hier een frontale botsing plaats tussen twee treinen op het traject Przemyśl-Warschau. Hierbij vielen minimaal 16 doden en 50 gewonden.

## Verkeer en vervoer
- Station Zawiercie